# Sušak, Rijeka
Sušak é, atualmente, parte de Rijeka, nome atual da antiga cidade de Fiume. Entre as duas guerras mundiais, Sušak, a região do porto de Fiume, foi separada de Fiume, e se tornou o porto adriático da Iugoslávia.

## História
Entre 1382 e 1919, a Áustria controlou Trieste, que era o principal porto deste reino. A situação se manteve mesmo quando, em 1866, a Áustria cedeu à Itália a região de Veneza. Por volta desta época, a monarquia dual da Áustria-Hungria determinou que Fiume fosse o porto da Hungria.
Ao final da Primeira Guerra Mundial, a Itália teve ganhos territoriais do Império Austro-Húngaro, recebendo a região de Trieste e parte de Fiume. A fronteira entre a Itália e o recém criado reino da Iugoslávia passava entre Fiume e Sušak. Sušak, a região do porto de Fiume, se tornou o porto adriático da Iugoslávia.
Após a Segunda Guerra Mundial, Fiume foi incorporado à Iugoslávia e renomeado Rijeka; as palavras fiume e rijeka significam rio. Rijeka, agora unida a Sušak, faz parte da atual Croácia.